# Bartosz Sztybor
Bartosz Sztybor (ur. 15 stycznia 1986 w Warszawie) – polski dziennikarz, publicysta, krytyk filmowy i komiksowy, scenarzysta komiksowy. Wielokrotny laureat konkursu na krótką formę komiksową na MFK. Publikował m.in. w pismach Ozon, Wprost, Esensja, Chichot, Machina, Cinema, periodykach komiksowych i zinach.
W 2023 komiks Cyberpunk 2077: Big City Dreams z jego scenariuszem otrzymał Nagrodę Hugo w kategorii najlepsza opowieść graficzna lub komiks.

## Twórczość

### Komiks
Scenariusz:

#### Albumy własne
- Byle do piątku trzynastego (2012)
- Cyberpunk 2077 – 3 – Gdzie jest Johnny? (Cyberpunk 2077: Where’s Johnny), wyd. polskie 2022
- Cyberpunk 2077 – 4 – Sny wielkiego miasta (Cyberpunk 2077: Big City Dreams), wyd. polskie 2022
- Cyberpunk 2077 – 5 – Słowo honoru (Cyberpunk 2077: You Have My Word), wyd. polskie 2023
- Dozorca – Nie wszystko złoto (2018)
- It's Not About That (2013)
- Jeśli zrobisz to teraz, to co będzie zaraz? (2021)
- Kapitan Mineta – 1 (2012)
- Kapitan Mineta – 2 (2012)
- Kapitan Mineta – 10th Anniversary Edition (2013)
- Kapitan Mineta – 3 (2013)
- Kapitan Mineta – 4 (2013)
- Kapitan Mineta – 5 (2015)
- Kapitan Mineta – 6 (2016)
- Kapitan Mineta – OmniPUSS (2016)
- Niezła draka, Drapak! – 1 – Puść to jeszcze raz (2015)
- Niezła draka, Drapak! – 2 – Cypel strachu (2016)
- Niezła draka, Drapak! – 3 – Inwazja łowcy z ciał niebieskich (2018)
- Peruńska wataha (2016)
- Plonk (2017)
- Que de la gueule (2020)
- Rufus – 1 – Wilk w owczej skórze (2018)
- Skarb (2017)
- Szanowny (2008)
- Tainted (2010)
- Tajemniczy kapelusz pana Pinon (2021)
- Totalna Masakra – 1 – Bo Gagata była głodna (2019)
- Wiedźmin – 5 – Zatarte wspomnienia (The Witcher: Fading Memories), wyd. polskie 2021
- Wiedźmin – 6 – Wiedźmi Lament (The Witcher: Witch’s Lament), wyd. polskie 2022
- Wiedźmin – 7 – Ballada o dwóch wilkach (The Witcher: The Ballad of Two Wolves), wyd. polskie 2023
- W koronie – 1 – Nie ma miejsca jak dąb (2017)
- W koronie – 2 – Jeszcze będzie las, by odpoczywać (2017)
- Wróć do mnie, jeszcze raz (2016)
- Wujcio Andrzej I LITeRY (2016)

#### Scenariusze w antologiach, dodatkach do komiksów innych autorów i magazynach komiksowych
- Antologia w hołdzie Tadeuszowi Baranowskiemu (2009)
- B5 – Magazyn Komiksowy #3 (2007)
- Copyright – Antologia Komiksu (2007)
- Hardkorporacja #2 (2008)
- Hardkorporacja #3 (2008)
- Hardkorporacja #4 (2009)
- Jeju #5 (2007)
- Jeju #6 (2008)
- Jeju #7 Las i przyroda w komiksie  (2008)
- Jeju #8 Kobieta w komiksie  (2009)
- Karton #1 Karton  (2009)
- Kolektyw #4 Czterej jeźdźcy  (2009)
- Kolektyw #5 Gra  (2009)
- Kolektyw  #6 Potwór  (2010)
- Likwidator Antologia #2 (2007)
- Maszin #1 Ptaki  (2006)
- Maszin #2 Detektyw  (2007)
- Maszin #3 Sklep  (2008)
- Maszin #4 Guziki  (2008)
- Maszin #5 Deszcz  (2009)
- MFK 2007 Antologia (50 urodziny Tytusa)  (2007)
- MFK Antologia 2007 Katalog Wystawy Konkursowej (2007)
- MFK Antologia 2008 Katalog Wystawy Konkursowej  (2008)
- MFK Antologia 2009 Katalog Wystawy Konkursowej  (2009)
- Mutująca teczka (2007)
- Pirat #1 (2008)
- Ziniol – kwartalnik kultury komiksowej #1 (2008)
- Ziniol – kwartalnik kultury komiksowej #2 (2008)
- Ziniol – kwartalnik kultury komiksowej #3 (2008)
- Ziniol – kwartalnik kultury komiksowej #4 (2009)
- [fo:pa] kwartalnik literacko-filozoficzny #12 (2007)

#### Rysunki
- Muchy (2009)

### Książki dla dzieci
- Mały manipulator (2019)
- Niebieska kapturka (2016)
- Pion i poziom (2021)

### Film[4]
- Nie ma o czym milczeć (2007) – producent
- enh (2004) – scenariusz, reżyseria
- Piękni ludzie (2003) – scenariusz, reżyseria
- Pan Samochodzik i Templariusze (2023) – scenariusz

### Telewizja
- Cyberpunk: Edgerunners – scenariusz[5]

## Nagrody[6]
Podczas Międzynarodowego Festiwalu Komiksu w Łodzi otrzymał:
- 2007

2 nagroda w kategorii "Debiutanci" – scen. Bartosz Sztybor, rys. Maciej Wódz – "Niewolny"
- 2008

1 nagroda w kategorii "Debiutanci" – scen. Bartosz Sztybor, rys. Karol Barski – "Łańcuchy pokarmowe terenów zalesionych"
3 nagroda w kategorii "Profesjonaliści" – scen. Bartosz Sztybor, rys. Piotr Nowacki i Sebastian Skrobol – "Szóstego dnia"
- 2009

1 nagroda – scen. Bartosz Sztybor, rys. Andrij Tkalenko – "Beneath the Sky"
3 nagroda – scen. Bartosz Sztybor, rys. Sebastian Skrobol – "Fajerwerki"
Wyróżnienie – scen. Bartosz Sztybor, rys. Artur Sadłos – "Stella"
- 2010

3 nagroda – Bartosz Sztybor (scenariusz) i Sebastian Skrobol (grafika) – Oby się nie powtórzył
Wyróżnienie – Bartosz Sztybor (scenariusz) i Tomasz Zych (grafika) – Kryminał w siedmiu aktach
- 2016

Grand Prix – Bartosz Sztybor (scenariusz) i Bartek Glaza (grafika) – Coś pękło
- 2018

Grand Prix – Bartosz Sztybor (scenariusz) i Henryk Glaza (grafika) – Nos
Wyróżnienie – Bartosz Sztybor (scenariusz) i Minjung Kang (grafika) – There’s no sweetness in chilli